# Lijst van rijksmonumenten in Bredevoort
De plaats Bredevoort telt naast gemeentelijke monumenten ook 19 inschrijvingen in het rijksmonumentenregister. Hieronder een overzicht.
| Object                                                                           | Oorspronkelijke functie?  | Bouwjaar                                                                                        | Architect | Locatie               | Coördinaten?                  | Nr.?   | Afbeelding                                             |
| -------------------------------------------------------------------------------- | ------------------------- | ----------------------------------------------------------------------------------------------- | --------- | --------------------- | ----------------------------- | ------ | ------------------------------------------------------ |
| De Hozze                                                                         | Boerderij                 | tweede helft 18e eeuw                                                                           |           | Hozenstraat 16        | 51° 56' 37" NB, 6° 37' 10" OL | 6861   | Meer afbeeldingen                                      |
| Jansenhuusken of 't Boerderi'jken                                                | Woonhuis                  | 18e eeuw                                                                                        |           | Kerkstraat 6          | 51° 56' 34" NB, 6° 36' 58" OL | 6862   | Meer afbeeldingen                                      |
| Kerkstraat 13                                                                    | Woonhuis                  | mogelijk 16e eeuw                                                                               |           | Kerkstraat 13         | 51° 56' 33" NB, 6° 36' 59" OL | 6863   | Meer afbeeldingen                                      |
| Bouwhuis Wever                                                                   | Boerderij                 | 18e eeuw                                                                                        |           | Kloosterdijk 9        | 51° 56' 60" NB, 6° 36' 55" OL | 6864   | Meer afbeeldingen                                      |
| Landstraat 10                                                                    | Woonhuis                  | 1786 vierde kwart 19e eeuw (linkergevel)                                                        |           | Landstraat 10         | 51° 56' 35" NB, 6° 36' 60" OL | 6865   | Meer afbeeldingen                                      |
| Prins van Oranje                                                                 | Industrie- en poldermolen | 1870 1968 (rest.)                                                                               | Giesberts | Landstraat 32         | 51° 56' 29" NB, 6° 37' 2" OL  | 6866   | Meer afbeeldingen                                      |
| Markt 1                                                                          | Woonhuis                  | 1613                                                                                            |           | Markt 1               | 51° 56' 36" NB, 6° 37' 4" OL  | 6867   | Meer afbeeldingen                                      |
| Kuupershuusken                                                                   | Woonhuis                  | 18e eeuw                                                                                        |           | Markt 2               | 51° 56' 36" NB, 6° 37' 2" OL  | 6868   | Meer afbeeldingen                                      |
| Sint-Joriskerk                                                                   | Kerk en kerkonderdeel     | 1316 (stichting) 1599 (herb.) 1639 (noordbeuk) 1646 (herb.) 1869 (herb. toren) 1967-'68 (rest.) |           | Markt 3               | 51° 56' 35" NB, 6° 37' 3" OL  | 6869   | Meer afbeeldingen                                      |
| Borgmanshuis                                                                     | Woonhuis                  | 18e eeuw                                                                                        |           | Markt 5               | 51° 56' 35" NB, 6° 37' 2" OL  | 6870   | Meer afbeeldingen                                      |
| Bakkerij                                                                         | Woonhuis                  | mogelijk 17e eeuw, aanzien 19e eeuw                                                             |           | Markt 7               | 51° 56' 34" NB, 6° 37' 2" OL  | 6871   | Bakkerij                                               |
| Huis onder schilddak met gepleisterde voorgevel en zijgevel (inmiddels gesloopt) | Woonhuis                  | mogelijk 16e eeuw                                                                               |           | Markt bij 7           | 51° 56' 34" NB, 6° 37' 2" OL  | 6872   | Meer afbeeldingen                                      |
| 't Zand 2                                                                        | Woonhuis                  | 1744                                                                                            |           | 't Zand 2             | 51° 56' 36" NB, 6° 37' 7" OL  | 6873   | Meer afbeeldingen                                      |
| Bastion Vreesniet met Theehuisje                                                 | Fort, vesting en -onderdl | begin 17e eeuw                                                                                  |           | Kruittorenstraat      | 51° 56' 40" NB, 6° 37' 3" OL  | 6874   | Meer afbeeldingen                                      |
| Vestingpark                                                                      | Omwalling                 | 17e eeuw                                                                                        |           | Landstraat-Bolwerkweg | 51° 56' 41" NB, 6° 37' 2" OL  | 6875   | Meer afbeeldingen                                      |
| Sint Bernardus                                                                   | Gezondheidszorg           | 1764 1880 (verb.) 1902 (uitb.)                                                                  |           | 't Zand bij 23        | 51° 56' 42" NB, 6° 37' 5" OL  | 508024 | Sint Bernardus                                         |
| Herenboerderij met aangrenzende schuur                                           | Boerderij                 | 1912 (boerderij) 1906 (schuur)                                                                  |           | Misterstraat 85       | 51° 56' 37" NB, 6° 37' 58" OL | 523191 | Meer afbeeldingen                                      |
| Twee aan elkaar gekoppelde schuren achter de boerderij                           | Boerderij                 | 1912                                                                                            |           | Misterstraat bij 85   | 51° 56' 37" NB, 6° 37' 58" OL | 523192 | Twee aan elkaar gekoppelde schuren achter de boerderij |
| Wagenschuur                                                                      | Boerderij                 | 1912                                                                                            |           | Misterstraat bij 85   | 51° 56' 37" NB, 6° 37' 58" OL | 523193 | Wagenschuur                                            |